# Clasificación para el torneo masculino de fútbol en los Juegos Olímpicos de Atenas 2004
La Clasificación para el torneo masculino de fútbol en los Juegos Olímpicos de Atenas 2004 fue un conjunto de torneos clasificatorios al fútbol en los Juegos Olímpicos de Atenas 2004.

## Cupos
- UEFA: 4 cupos, uno de ellos fue automático para Grecia mientras que los otros 3 cupos fueron disputados por 48 equipos.
- Conmebol: 2 cupos disputados por 10 equipos.
- Concacaf: 2 cupos disputados por 25 equipos.
- CAF: 4 cupos disputados por 42 equipos.
- AFC: 3 cupos disputados por 36 equipos.
- OFC: 1 cupo disputado por 10 equipos.

## Clasificación
| Competición                            | Sede                    | Plazas | Equipos clasificados                |
| -------------------------------------- | ----------------------- | ------ | ----------------------------------- |
| País anfitrión                         | –                       | 1      | Grecia                              |
| Eurocopa Sub-21                        | Alemania                | 3      | Italia Serbia y Montenegro Portugal |
| Torneo Preolímpico de la OFC           | Australia Nueva Zelanda | 1      | Australia                           |
| Clasificación Africana                 | África                  | 4      | Ghana Malí Marruecos Túnez          |
| Clasificación Asiática                 | Asia                    | 3      | Irak Japón Corea del Sur            |
| Torneo Preolímpico Sudamericano Sub-23 | Chile                   | 2      | Argentina Paraguay                  |
| Preolímpico de Concacaf                | México                  | 2      | México Costa Rica                   |
| TOTAL                                  |                         | 16     | 16                                  |

## Clasificatorias por confederación

### UEFA

#### Grupo A
| Equipo              | Pts | PJ | PG | PE | PP | GF | GC | DIF |
| ------------------- | --- | -- | -- | -- | -- | -- | -- | --- |
| Italia              | 6   | 3  | 2  | 0  | 1  | 4  | 3  | 1   |
| Serbia y Montenegro | 6   | 3  | 2  | 0  | 1  | 6  | 5  | 1   |
| Bielorrusia         | 4   | 3  | 1  | 1  | 1  | 1  | 3  | 0   |
| Croacia             | 1   | 3  | 0  | 1  | 2  | 2  | 7  | -2  |

#### Grupo B
| Equipo   | Pts | PJ | PG | PE | PP | GF | GC | DIF |
| -------- | --- | -- | -- | -- | -- | -- | -- | --- |
| Suecia   | 9   | 3  | 3  | 0  | 0  | 8  | 3  | 5   |
| Portugal | 4   | 3  | 1  | 1  | 1  | 5  | 6  | -1  |
| Alemania | 3   | 3  | 1  | 0  | 2  | 4  | 5  | -1  |
| Suiza    | 1   | 3  | 0  | 1  | 2  | 4  | 7  | -3  |

#### Segunda fase
|  | Semifinales                | Semifinales         |   |  | Final              | Final |  |
|  |                            |                     |   |  |                    |       |  |
|  | Bochum, 5 de junio         |                     |   |  |                    |       |  |
|  | Italia                     | 3                   |   |  |                    |       |  |
|  | Portugal                   | 1                   |   |  |                    |       |  |
|  |                            |                     |   |  |                    |       |  |
|  |                            |                     |   |  | Bochum, 8 de junio |       |  |
|  |                            |                     |   |  | Italia             | 3     |  |
|  |                            | Serbia y Montenegro | 0 |  |                    |       |  |
|  |                            |                     |   |  |                    |       |  |
|  |                            |                     |   |  |                    |       |  |
|  |                            |                     |   |  |                    |       |  |
|  | Oberhausen, 5 de junio     |                     |   |  |                    |       |  |
|  | Suecia                     | 1 (5)               |   |  |                    |       |  |
|  | Serbia y Montenegro (pen.) | 1 (6)               |   |  |                    |       |  |